# М-30 (бомбардировщик)
М-30 — проект советского стратегического бомбардировщика, использовавшего ядерные силовые установки закрытого типа. Разработкой занималось ОКБ Мясищева. 
Самолёт предназначался для нанесения ударов по небольшим стратегическим целям на территории США. 
Первый полёт М-30 планировался на 1966 год, однако ОКБ Мясищева не успело даже приступить к рабочему проектированию.

## Описание
Разработкой двигателя занималось ОКБ Кузнецова. Форма фюзеляжа сильно напоминает позже созданный Ту-144. Внутри самолёта располагался единый ядерный реактор, который питал 6 воздушно-реактивных двигателей НК-5, расположенных в хвостовой части.
Предусматривалось дополнительное использование углеводородного топлива на взлете, выходе на крейсерскую скорость и выполнении маневров в районе цели. 
В связи с гораздо меньшим радиоактивным фоном от новой двигательной установки, существенно была облегчена (по сравнению с М-60) защита экипажа, а кабина получила остекление из свинцового стекла и плексигласа общей толщиной 11 см. 
В качестве основного вооружения предусматривались две управляемые ракеты К-22. 
К середине 1960 года предварительный проект М30 был готов. 
Однако, в 1960 году на совещании у Хрущёва по перспективам развития стратегических систем оружия проект решено было закрыть, так как доставка ядерного вооружения таким бомбардировщиком была слишком дорогой и сложной, по сравнению с другими появившимися в то время возможностями: межконтинентальные ракеты были намного выгоднее; все самолётные проекты были приостановлены. 
М-30 стал последним авиационным проектом Мясищева. В октябре ОКБ Мясищева окончательно переводится на ракетно-космическую тематику, а сам Мясищев отстраняется от должности руководителя.